# ESSA-3
ESSA-3 (ang. Enviromental Science Services Administration 3) – amerykański satelita meteorologiczny, który został opracowany w oparciu o projekt satelitów typu TIROS i kontynuował ich misję dostarczania zdjęć telewizyjnych całej dziennej półkuli Ziemi. Satelita mierzył także poziom energii słonecznej odbijanej od Ziemi.

## Budowa i działanie

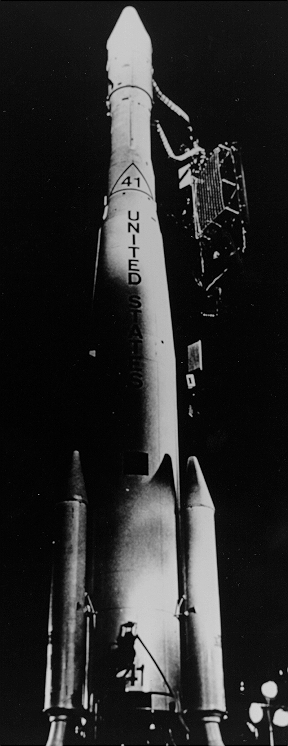
Rakieta Thor Delta E z satelitą ESSA-3, na stanowisku startowym

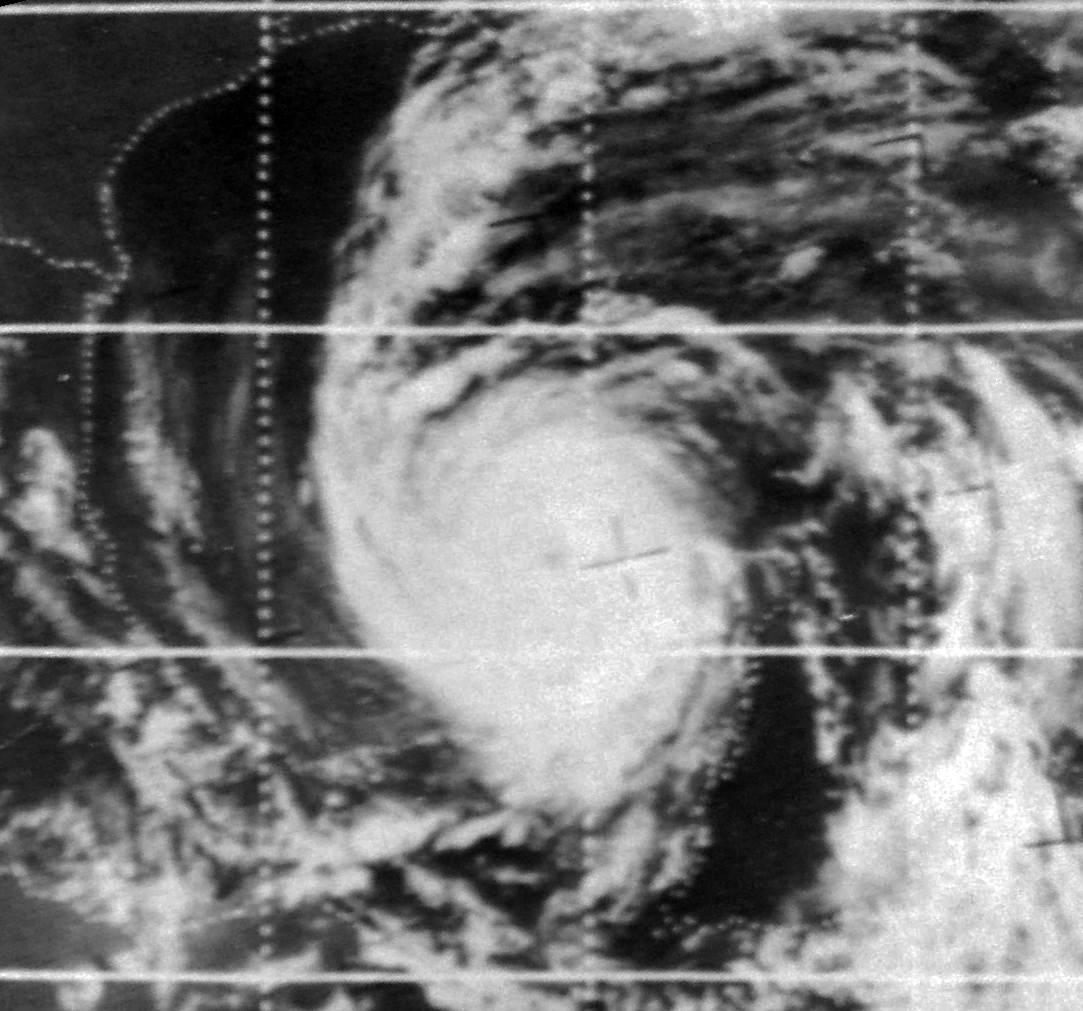
Huragan Inez u wybrzeży Bahamów sfotografowany przez satelitę ESSA-3, 3 października 1966 roku

Szkielet satelity wykonano z aluminium i stali nierdzewnej. Kadłub miał kształt graniastosłupa o podstawie osiemnastokątnej. Energii satelicie dostarczało 12 tysięcy ogniw fotowoltaicznych o wymiarach 1x2 cm rozmieszczonych na jego bokach, które służyły do ładowania 21 akumulatorów NiCd. Stabilizację na orbicie zapewniał ruch obrotowy o prędkości 9,2 obrotu na minutę, utrzymywany przez magnetyczny system kontroli położenia (Magnetic Attitude Spin Coil, MASC). Jego układem wykonawczym była cewka, a konieczny dla kontroli pozycji moment obrotowy wytwarzała interakcja ziemskiego pola magnetycznego z polem magnetycznym (prądem) zaindukowanym w statku. Dodatkowy system stabilizacji zapewniało pięć stałopędnych silniczków zamontowanych na obwodzie jego spodu . 
Do łączności z Ziemią używano pojedynczej anteny monopolowej. Umieszczona była na szczycie statku. Dwie anteny dipolowe (4 pręty wystające ze spodu statku) służyły do nadawania telemetrii. Kamery wyzwalały się automatycznie po wejściu Ziemi w pole widzenia. Zdjęcia były przesyłane bezpośrednio na Ziemię lub nagrywane na rejestratorze. Statek wyposażono w dwie bliźniacze niezależne szerokokątne kamery telewizyjne typu Vidicon. Zespoły te mogły pracować jednocześnie lub na zmianę. Satelita wyposażony był także w radiometr FPR (Flat Plane Radiometer) służący do pomiarów energii słonecznej odbijanej od Ziemi .

## Misja
Misja rozpoczęła się 2 października 1966 roku, kiedy rakieta Thor Delta E wyniosła z kosmodromu Vandenberg satelitę ESSA 3 na niską orbitę okołoziemską . Po znalezieniu się na orbicie satelita otrzymał oznaczenie COSPAR 1966-087A . 
Jedne z pierwszych zdjęć wykonanych przez ESSA 3 przedstawiały huragan 4 kategorii Inez w rejonie Bahamów i Florydy. Satelita działał bezawaryjnie do 20 stycznia 1967 roku, kiedy to przestał działać znajdujący się na jego pokładzie radiometr FPR. 29 września 1967 roku przestała działać jedna z kamer. 9 października 1968 roku awarii uległa druga z kamera. Satelita został wyłączony z eksploatacji 2 grudnia 1968 roku .
Satelita pozostaje na orbicie, której parametry to 1393 km w perygeum i 1492 km w apogeum .